# Stefan Wiliński
Stefan Wiliński (ur. 12 stycznia 1899, zm. 28 maja 1971 w Buenos Aires) – kapitan artylerii Wojska Polskiego II RP, w 1967 awansowany przez władze RP na uchodźstwie na stopień majora artylerii.

## Życiorys
Urodził się 12 stycznia 1899 jako syn Kazimierza. Pochodził z ziemi lwowskiej. Był harcerzem. Podczas I wojny światowej był żołnierzem Legionów Polskich. U kresu wojny w listopadzie 1918 uczestniczył w obronie Lwowa w 1918 w trakcie wojny polsko-ukraińskiej.
Po odzyskaniu przez Polskę niepodległości został przyjęty do Wojska Polskiego. Brał udział w wojnie polsko-bolszewickiej. Został awansowany na stopień porucznika w korpusie oficerów taborów ze starszeństwem z dniem 1 czerwca 1919. W latach 20. był oficerem 10 Dywizjonu Taborów w Przemyślu. Następnie został zweryfikowany w stopniu porucznika artylerii ze starszeństwem z dniem 1 czerwca 1919. W 1928 był oficerem 11 Pułku Artylerii Polowej w Stanisławowie. Został awansowany na stopień kapitana artylerii ze starszeństwem z dniem 1 stycznia 1930. W 1932 był oficerem Dowództwa Okręgu Korpusu Nr IV w Łodzi. W 1939 był oficerem mobilizacyjnym 9 Dywizjonu Artylerii Przeciwlotniczej w Brześciu.
Po zakończeniu II wojny światowej żył na emigracji w Argentynie. W 1967 został awansowany przez władze RP na uchodźstwie na stopień majora artylerii. Zmarł 28 maja 1971 w Buenos Aires. Został pochowany na tamtejszym cmentarzu Olivos. Był żonaty, miał dzieci.

## Ordery i odznaczenia
- Krzyż Niepodległości (9 listopada 1932)[13]
- Srebrny Krzyż Zasługi (10 listopada 1928)[14]